# 프린트 스크린

104-키 PC US 키보드의 의 위치

프린트 스크린(Print Screen)은 대부분의 PC 키보드에 있는 키이다. 자판에는 주로 'PrtScn'이나 'PrtSc' 등으로 표기되어 있다. MS-DOS에서는 키의 이름처럼 화면 내용을 프린터로 출력하는 기능을 수행한다. 윈도우에서는 스크린샷에 쓰인다.